# Llista de peixos del riu Baghmati

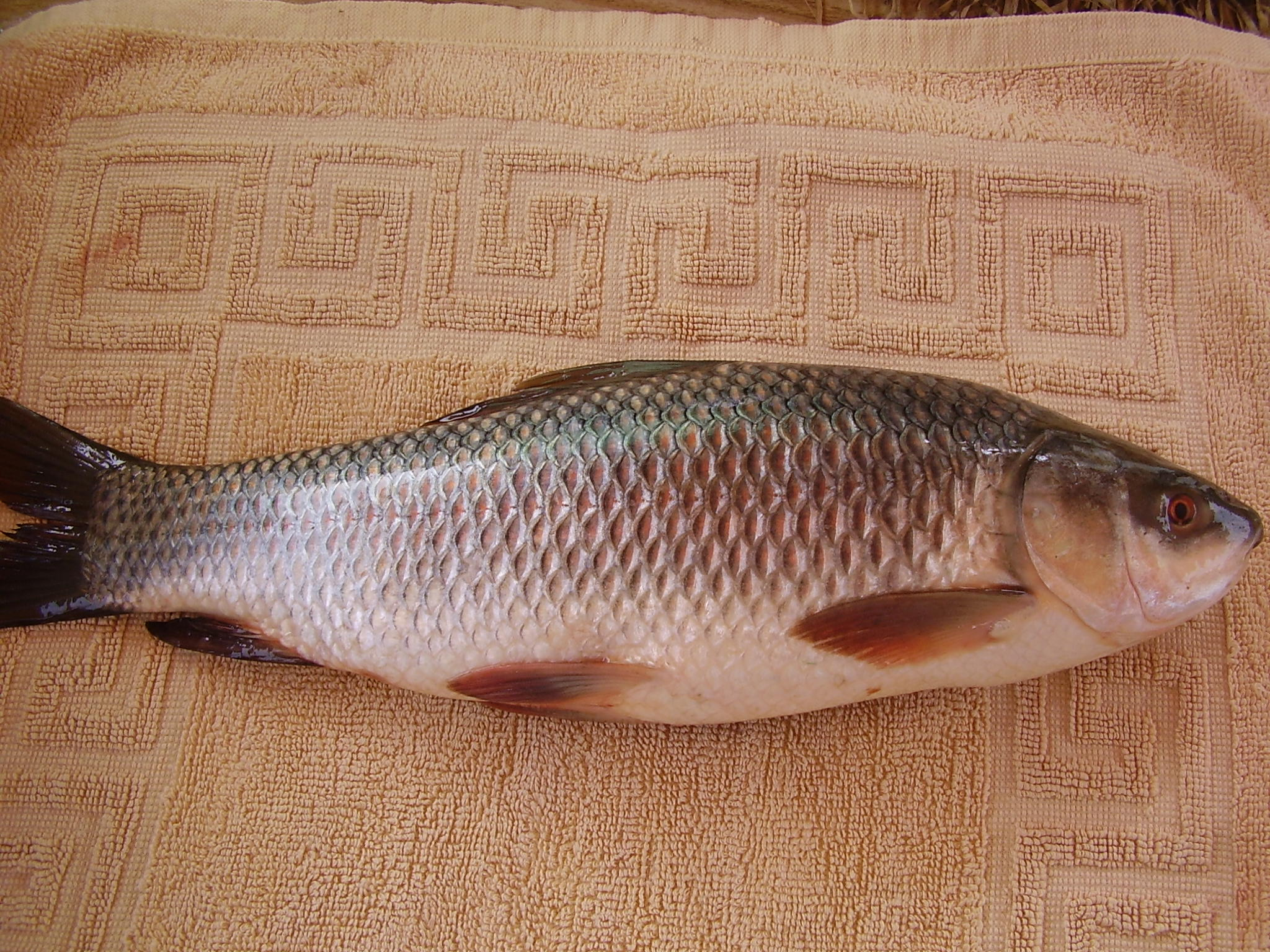
Labeo rohita

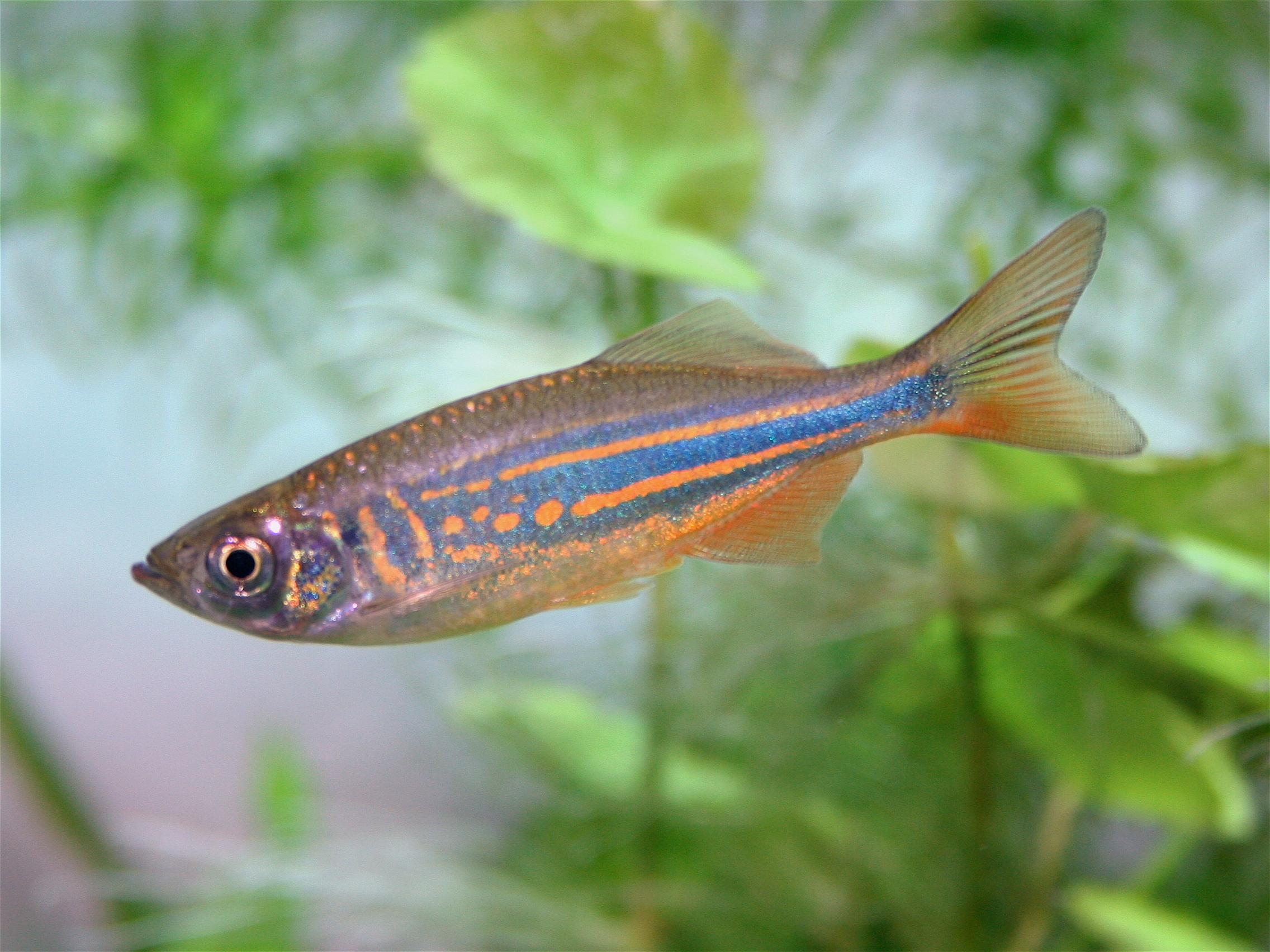
Devario aequipinnatus

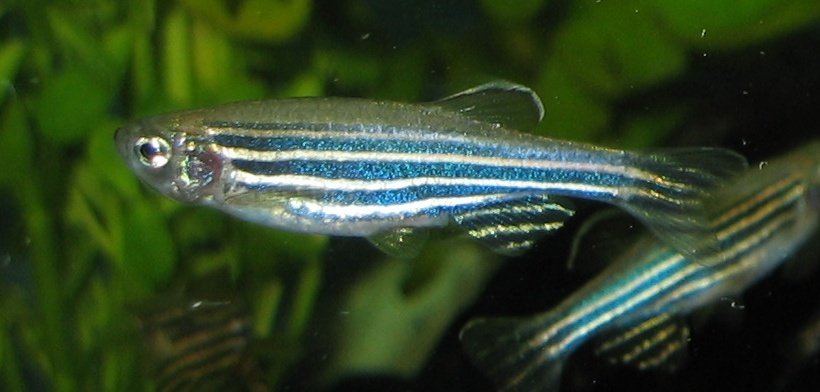
Danio rerio

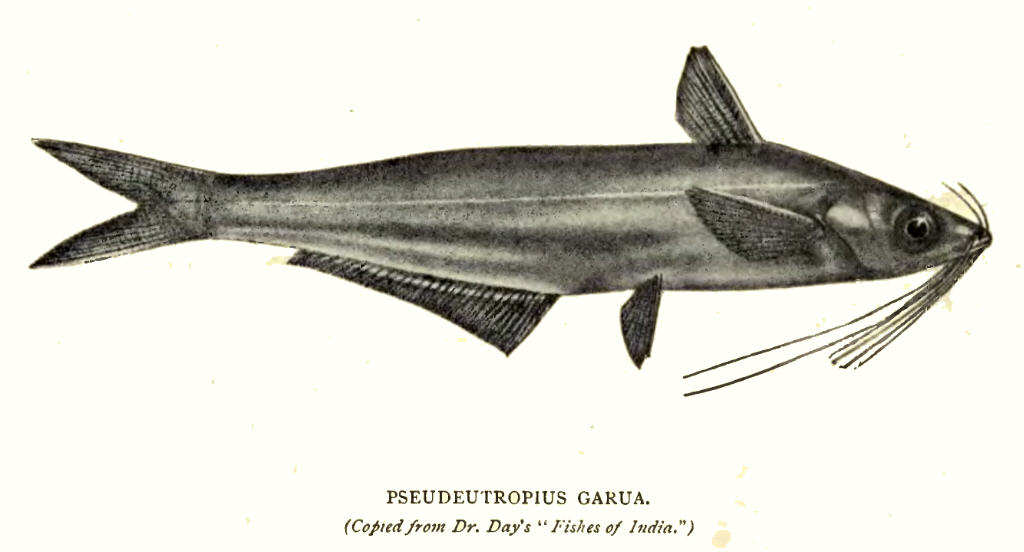
Clupisoma garua

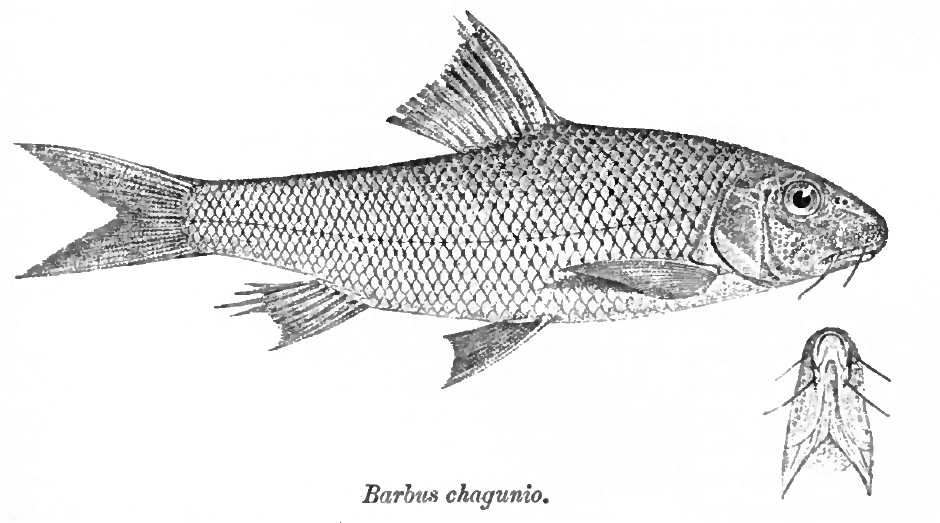
Chagunius chagunio

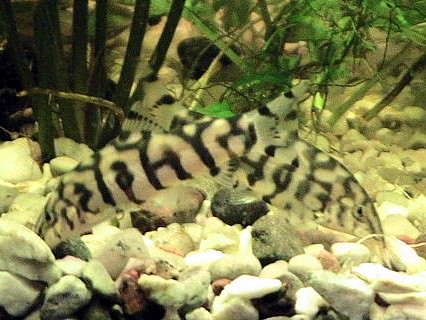
Botia lohachata

Aquesta llista de peixos del riu Baghmati -incompleta- inclou 34 espècies de peixos que es poden trobar al riu Baghmati, al Nepal i l'estat de Bihar, a l'Índia, ordenades per l'ordre alfabètic de llur nom científic.

## A
- Aspidoparia morar

## B
- Bangana dero
- Barilius barila
- Barilius barna
- Barilius bendelisis
- Barilius tileo
- Botia lohachata

## C
- Chagunius chagunio
- Clupisoma garua

## D
- Danio rerio
- Devario aequipinnatus
- Devario devario
- Diptychus maculatus

## E
- Erethistes hara
- Esomus danricus

## G
- Garra annandalei
- Garra gotyla gotyla
- Garra mullya
- Glyptothorax pectinopterus
- Glyptothorax trilineatus

## L
- Labeo rohita
- Lepidocephalichthys guntea

## M
- Myersglanis blythii

## N
- Neolissochilus hexagonolepis

## P
- Parachiloglanis hodgarti
- Pseudecheneis sulcata
- Puntius chola
- Puntius sophore

## S
- Schistura corica
- Schistura rupecula
- Schizothorax plagiostomus
- Schizothorax progastus
- Schizothorax richardsonii

## T
- Tor tor[1]